# Charlotte Tiedemann
Pour les articles homonymes, voir Tiedemann.
Charlotte Luise Auguste Tiedemann (en espagnol : Carlota Tiedemann), « titrée S.A.R. Mme la Duchesse », née le 2 janvier 1919 à Königsberg en province de Prusse-Orientale et morte le 3 juillet 1979 à Berlin en Allemagne de l'Ouest, est la seconde épouse (civile) de Jacques-Henri de Bourbon, « duc d'Anjou, de Ségovie, de Madrid et de Tolède », prétendant légitimiste au trône de France et prétendant alphonsiste et carliste au trône d'Espagne de 1941 à 1975. C'est également une cantatrice et une actrice de cinéma allemande.

## Biographie

### Carrière musicale et cinématographique
Née de parents allemands (un père catholique, directeur d'une usine automobile, et une mère protestante luthérienne), dont elle est la fille unique, Charlotte Tiedemann est élevée dans la religion de sa mère.
Très attirée par le milieu artistique, elle quitte sa ville à l'âge de 17 ans pour Berlin. Elle suit des cours de comédie et entre, en 1939, à la Hochschule für Musik comme mezzo soprano. Elle chante ensuite à l'opéra de Berlin : Carmen en 1941 sous la direction de Heinz Hentschke puis dans La Flûte enchantée de Mozart, La Chauve-Souris de Johann Strauss fils. Le compositeur Heino Gaze (de) crée pour elle la chanson « Opapa » qu'elle chante à de nombreuses reprises pour les soldats allemands, avant d'être interdite par Goebbels qui trouve ce morceau trop « jazzy ».
Elle pose comme mannequin pour la firme de voitures Fordet pour de nombreuses revues de mode .
Le 3 janvier 1939 à Königsberg, elle a tout juste vingt ans quand elle épouse religieusement Franz Büchler, un ingénieur du son autrichien rencontré lors de l'enregistrement de l'un de ses concerts. Ils divorcent six mois plus tard, mais de cette union naît une fille, Helga Charlotte.
En 1943, Charlotte Tiedemann est engagée pour un contrat de cinq films par la firme UFA. Elle joue entre autres dans Titanic (d'Herbert Selpin et Werneer Kinger). On lui prête alors une idylle avec le maréchal Kesselring mais elle se remarie la même année avec le Obersturmbannführer Fritz Hippler (1908-2002), chef du service cinématographique au ministère de la Propagande, sous les ordres de Joseph Goebbels. Celui-ci tourne en 1939 à Łódź le film Le Juif éternel (Der Ewige Jude). Le couple divorce en 1947.
Après la guerre, Charlotte Tiedemann essaie de reprendre sa carrière en Italie sous le nom de Micaela Carlotta, donne des concerts et joue dans quelques films, dont Le Loup de la Sila (Il lupo della Sila).

### Mariage avec le duc d'Anjou et de Ségovie

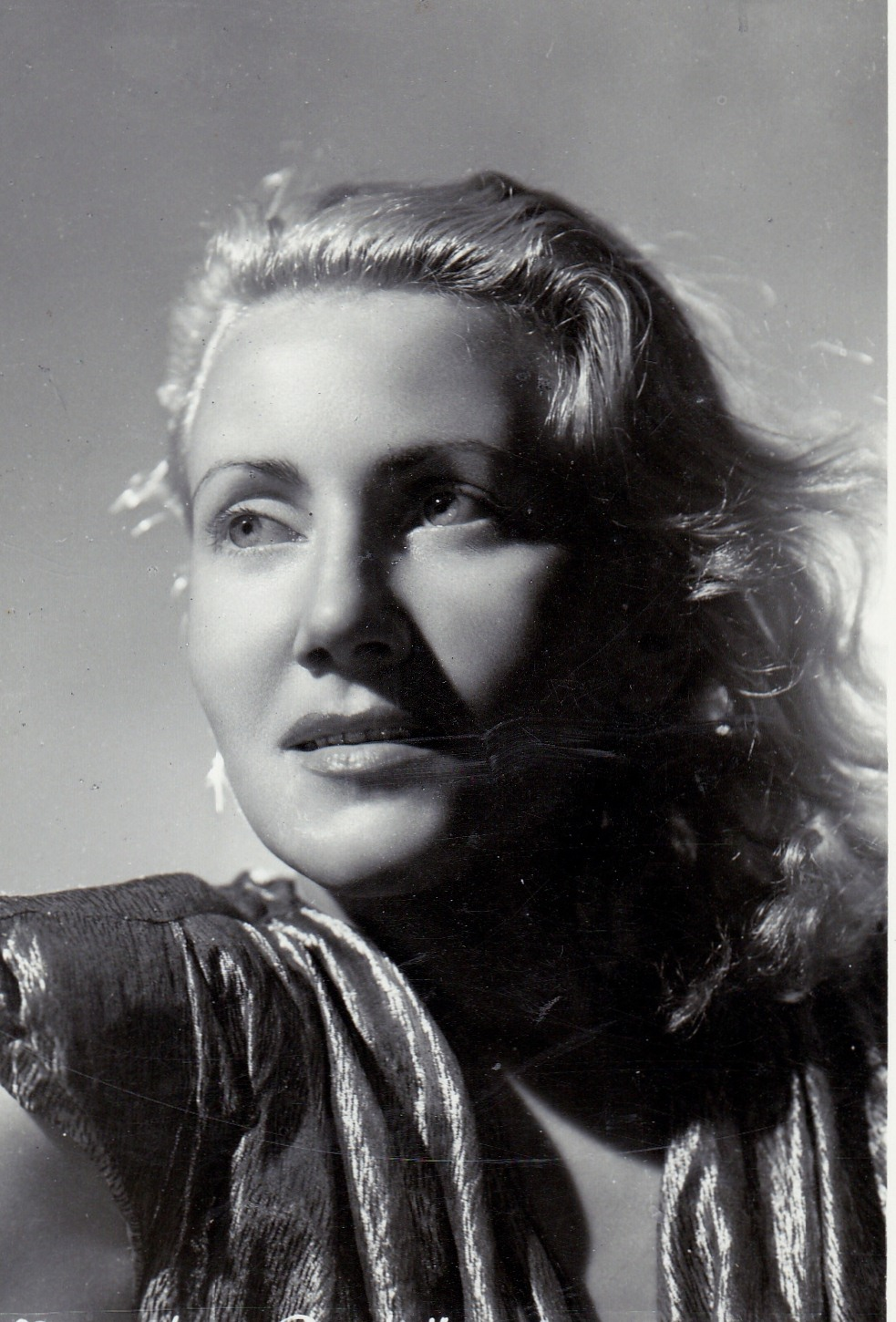
Charlotte Tiedemann vers 1940.

Elle rencontre alors le prétendant légitimiste au trône de France, Jacques de Bourbon, duc d'Anjou et de Ségovie et infant d'Espagne, fils aîné du roi Alphonse XIII et de la reine Victoria Eugenia d'Espagne lors d'une soirée à Rome au restaurant Il Faro, le 6 septembre 1947.
Ils se marient civilement le 3 août 1949 en Autriche (Jacques de Bourbon avait eu un premier mariage en 1935 avec Emmanuelle de Dampierre avec qui il eut deux fils : Alphonse de Bourbon, titré plus tard duc de Cadix par le général Franco dont il épousa une petite-fille, Carmen Martínez-Bordiú y Franco, et Gonzalve de Bourbon). Elle l'aide à améliorer son expression orale et sa diction, le prince ayant des difficultés d'élocution, étant sourd depuis l'âge de 7 ans.
Après les formalités du mariage civil, ils rendent visite à leur témoin de mariage, le feld-maréchal prince Eugène de Habsbourg-Lorraine (86 ans), grand-oncle paternel du duc d'Anjou, qui habite dans une modeste petite villa à Igls, à quelques kilomètres du centre-ville d'Innsbruck. Ils passent la soirée chez ce vieil archiduc célibataire, qui les accueille avec une « affectueuse sympathie », au milieu de tous ses souvenirs de régiment et ses trophées de la guerre franco-prussienne (le cadeau du prince fut un grand buste en porcelaine de Vienne représentant un membre de la famille impériale). Ils habitent en France pendant une vingtaine d'années, à Cannes, à la villa Segovia à Rueil-Malmaison puis avenue Ingres, et avenue de Suffren à Paris, et enfin boulevard des Sablons à Neuilly-sur-Seine.
À la fin de l'été 1970, ils emménagent à Lausanne (un an après le décès de l'ancienne reine Victoria Eugenia, veuve du roi Alphonse XIII), « dans une résidence moderne qui tenait davantage de l'H.L.M. améliorée que de l'immeuble de luxe » (résidence de 450 m2 sur les hauteur d'Ouchy, au 6 rue Primerose, mis à disposition par l'État espagnol), ayant pour voisins les ducs de Cadaval et un membre de la famille Patiño (source Yvan de Wilde[réf. incomplète]). Mais d'une santé déjà fragile, Jacques-Henri de Bourbon meurt le 20 mars 1975 après une chute sur la voie publique.

### Veuvage et soucis financiers
Malgré un testament rédigé en termes élogieux en sa faveur, désemparée et malade, mal conseillée par son notaire et harcelée par ses beaux-fils[citation nécessaire], Charlotte Tiedemann abandonne ses droits en échange du droit d'occupation de l'appartement de Lausanne concédé par l'État espagnol sous la dictature de Franco.
Elle entre dans la religion catholique le 8 avril 1979 baptisée par l'évêque traditionaliste Lefebvre, à Écône.
Sans revenus et très souffrante (diabète et addiction), abandonnée de tous, elle fait une demande d'aide sociale auprès de la ville de Lausanne. Interpellé alors par l'ancien secrétaire de son mari, Patrick Esclafer de La Rode (membre fondateur de l'institut de la maison de Bourbon) en juin 1979, le roi Juan Carlos, ignorant cette situation, prend certains engagements (à travers le chef de sa maison, Nicolas Cotoner y Cotoner, 22e marquis de Mondéjar (es), chevalier de la Toison d'or et chef de la maison du roi de 1975 à 1990). Est alors évoquée l'attribution d'une pension militaire de veuve de général, l'infant ayant été chef de régiments en Espagne sous le règne de son père le roi Alphonse XIII. Il n'y aura pas de suites car Charlotte meurt le 3 juillet 1979 au cours d'un voyage à Berlin en rendant visite à sa mère.
Elle repose auprès de sa mère (de Wilde), Elisabeth Tiedemann (1893-1982), au cimetière de Zehlendorf à Berlin, témoin, une simple stèle en granit rose où figure l'inscription : « CHARLOTTE HERZOGIN v. SEGOVIA * 2·1·1919 † 3·7·1979 ».(de Wilde photographie de la stèle reproduite)

## Titulature et Honneurs

### Titulature
Les titres portés actuellement par les membres de la maison de Bourbon n’ont pas d’existence juridique en France — ni le titre ducal de Ségovie en Espagne — et sont considérés comme des titres de courtoisie. Ils sont attribués par l’aîné des Bourbons. Épouse puis veuve du duc d’Anjou et de Ségovie, Charlotte Tiedemann porta les titres suivants :
- 3 août 1949 - 20 mars 1975 : Son Altesse Royale la duchesse d’Anjou et de Ségovie ;
- 20 mars 1975 - 3 juillet 1979 : Son Altesse Royale la duchesse douairière d’Anjou et de Ségovie.

### Honneurs
- Ordre de la Rose d’Or[18].

### Biographies de Charlotte Tiedemann
- Yvan de Wilde et Nicole Dubus Vaillant, Don Jaime et Charlotte de Bourbon, Duc et Duchesse de Ségovie, Antibes, Éditions Vaillant, 2013 (ISBN 978-2-916986-52-4)
- Yvan de Wilde et Nicole Dubus Vaillant (préf. Patrick Esclafer de La Rode), À l'ombre du trône d'Espagne, Charlotte de Bourbon, duchesse de Ségovie, Antibes, Éditions Vaillant, 2014, 256 p. (ISBN 978-2-916986-43-2, BNF 43749284) Prix d'histoire 2014 de l'Académie des lettres et des arts du Périgord

### Ouvrages consacrés au duc d'Anjou et de Ségovie et à Charlotte Tiedemann
- Royal Périgord sur les pas des têtes couronnées , Dominique Audrerie Gautier Mornas éditions confluences 2018  (ISBN 978-2-35527-2301)
- Jacques Bernot les princes cachés ou l'histoire des prétendants légitimistes (1883-1989) éditions Lanore avril 2016  (ISBN 9782851577450)
- Ramón de Alderete, Les Bourbons que j’ai connus : Contribution à l’étude de la préparation de l’instauration d’un régime franquiste-bourbonien en Espagne, Asnières, Imprimerie Lelong, coll. « Souvenirs d’un journaliste » (OCLC 431946662)
- (es) Ramón de Alderete, ...y estos Borbones nos quieren gobernar : Recuerdos de veinte años al servicio de S.A.R. Don Jaime de Borbón, Asnières (2, rue Pilaudo), Ramon de Alderete (Edicion del autor) – imprimerie S.E.G. (Châtillon-sous-Bagneux), 1974, 139 p. (BNF 35332852)
- Jean-Fred Tourtchine (dir.) (préf. Juan Balansó), Le Royaume d’Espagne, vol. III, Paris, Cercle d’études des dynasties royales européennes, coll. « Les Manuscrits du CEDRE » (no 17), 1996, 213 p. (BNF 36180392)
- (es) José María Zavala, Don Jaime, el trágico Borbón - La maldición del hijo sordomudo de Alfonso XIII, La Esfera de los Libros, coll. « Historia del Siglo XX », Madrid, 2006, 424 p.  (ISBN 8497345657)
- Nouvelle histoire généalogique de la maison de France, Patrick Van Kerrebrouck et Christophe Brun, préface d'Hervé Pinoteau 2004 pages 62/63/64/65 (2004)  (ISBN 2-95015095-0)

### Articles de presse
- (es) José María Zavala, « ¿Quién mató y cómo al infante don Jaime de Borbón? », La Razón,‎ 29 août 2015 (lire en ligne)
- (de) « Ich werde Ihre Tochter heiraten », Der Spiegel,‎ 8 décembre 1949 (lire en ligne)
- (es) « Gente », ABC,‎ 7 juin 1975 (lire en ligne)
- Sunday Dispalch 8/01/50 " I believe I was destined to wake my husband happy "
- Daily Express 16/10/58 " Retender: They re trying to part us "
- Daily Express 7/12/59 " I meet the duke who wants to reclaine the royal rights "
- Evening Standard 24/04/61 " The Duchess is told : take back the Duke '
- Sunday Dispased 1951 " The creasted royal love story ever told " by the Duchess of Ségovia
- Das Neue Blatt 1962 " Don Jaime : Meine deutch frau schenkte mir das zwette lebeu "
- Point de vue et images du monde no 1392 " Après le Duc de Ségovie " page -6
- Charente magazine février 1981 : Duchesse de Ségovie
- Le lien légitimiste n° 52, page 10
- Sud Ouest 08/01/2014 "La duchesse déchue"
- Point de vue et images du monde no 18 décembre 2013 " l'autre Duchesse de Ségovie"
- l'Aurore 16/10/58 "à l'occasion du Procès duchesse de ségovie contre un membre de son personnel" Permet à l'Infant de remettre en question sa renonciation au trône d'Espagne
- 24 Heures Lausanne 14/06/79 " La duchesse de Ségovie quitte Lausanne pour s'installer en France "
- Sud Ouest 13/06/79 "La tante du roi d'Espagne s'installe en Périgord"
- L'action Tunis "Carlotta de Ségovie"
- Nouvelle république 22/23/24/ 03/50 " mémoires de la Duchesse de Ségovie "
- Franc tireur 21/12/49 " Duchesse de Ségovie"
- France Dimanche no 638 " on lui offre des millions pour abandonner le roi sans couronne"
- Sud ouest 19/08/80 " une stèle de la fidélité à la duchesse de Ségovie "
- Palm beach daily 28/03/59 " Duke and Duchess of Ségovia enjoy palm beach "
- Evening standard 25/04/69 " the Duchess keeping an eye on the crown jewels "
- Vanity Fair Espagne décembre 2020 " l'actrice qui aurait pu être reine d'Espagne"